# پری ویل (میزوری)
پری ویل (به انگلیسی: Perryville) یک شهر در ایالات متحده آمریکا است که در شهرستان پری، میزوری واقع شده‌است. پری ویل ۲۰٫۶۲ کیلومتر مربع مساحت و ۸٬۲۲۵ نفر جمعیت دارد و ۱۷۷ متر بالاتر از سطح دریا واقع شده‌است.